# 浪板パーキングエリア
浪板パーキングエリア（なみいたパーキングエリア）は、岩手県上閉伊郡大槌町吉里々々にある三陸沿岸道路のパーキングエリアである。

## 歴史
- 2019年（平成31年）1月12日：大槌IC - 山田南IC間開通[1]に伴い供用開始。

## 施設
トイレは設置されていない。

### 上り線（釜石・石巻・仙台・東京方面）
- 駐車場

### 下り線（宮古・久慈・八戸方面）
- 駐車場
- 緊急連絡路

## 隣
E45 三陸沿岸道路
(44) 大槌IC - 浪板PA - (45) 山田南IC